# Livistona
Livistona (hrv. livistona; lat. Livistona) je biljni rod iz porodice palmovki raširen po Starom svijetu i Australiji. Prupada mu blizu 30 vrsta. Razgraničenje vrsta sa rodom Saribus prilično je kontroverzno.

## Vrste
1. Livistona alfredii F.Muell.
2. Livistona australis (R.Br.) Mart., palma australsko zelje
3. Livistona benthamii F.M.Bailey
4. Livistona boninensis (Becc.) Nakai
5. Livistona carinensis (Chiov.) J.Dransf. & N.W.Uhl
6. Livistona chinensis (Jacq.) R.Br., kineska livistona
7. Livistona concinna Dowe & Barfod
8. Livistona decora (W.Bull) Dowe
9. Livistona drudei Muell. ex Drude
10. Livistona eastonii C.A.Gardner
11. Livistona endauensis J.Dransf. & K.M.Wong
12. Livistona exigua J.Dransf.
13. Livistona fulva Rodd
14. Livistona halongensis T.H.Nguyên & Kiew
15. Livistona humilis R.Br.
16. Livistona inermis R.Br.
17. Livistona jenkinsiana Griff.
18. Livistona lanuginosa Rodd
19. Livistona leichhardtii F.Muell.
20. Livistona mariae F.Muell.
21. Livistona muelleri F.M.Bailey
22. Livistona nasmophila Dowe & D.L.Jones
23. Livistona nitida Rodd
24. Livistona rigida Becc.
25. Livistona saribus (Lour.) Merr. ex A.Chev.
26. Livistona speciosa Kurz
27. Livistona tahanensis Becc.
28. Livistona victoriae Rodd